# Emil Adam (Keramiker)
Emil Adam (* 23. April 1859 in Würbenthal, Kaisertum Österreich; † 25. Oktober 1918 in Wien, Österreich-Ungarn) war ein österreichischer Keramiker. Unter anderem war er ab Ende des 19. Jahrhunderts als Hochschullehrer an der Universität für angewandte Kunst Wien aktiv.

## Leben
Emil Adam wurde am 23. April 1859 in der damals noch zum Kaisertum Österreich gehörenden Kleinstadt Würbenthal, im Norden des heutigen Tschechiens, geboren. Nach seiner Ausbildung zum Keramiker war er unter anderem von 1885 bis 1889 als Lehrer für chemisch-keramischen Unterricht an verschiedenen Schulen tätig und war spätestens ab 1899 (lt. anderen Quellen auch bereits ab 1890) als Hochschullehrer an Universität für angewandte Kunst Wien aktiv. Dabei war er einer der führenden Professoren in diesem Bereich unter der Leitung von Friedrich Linke und ab dem Studienjahr 1909/10 unter der Leitung Michael Powolny, wobei Linke und Adam daraufhin jedoch weiterhin dem technischen Labor angehörten. Parallel zu seiner Tätigkeit an der Universität war er zwischen 1901 und 1907 auch für die Wiener kunstkeramische Fabrik A. Förster & Co., die nur von 1899 bis 1908 bestand, als Mitarbeiter tätig. Sechs Tage vor der Auflösung Österreich-Ungarns verstarb Adam 59-jährig in Wien.